# 站立

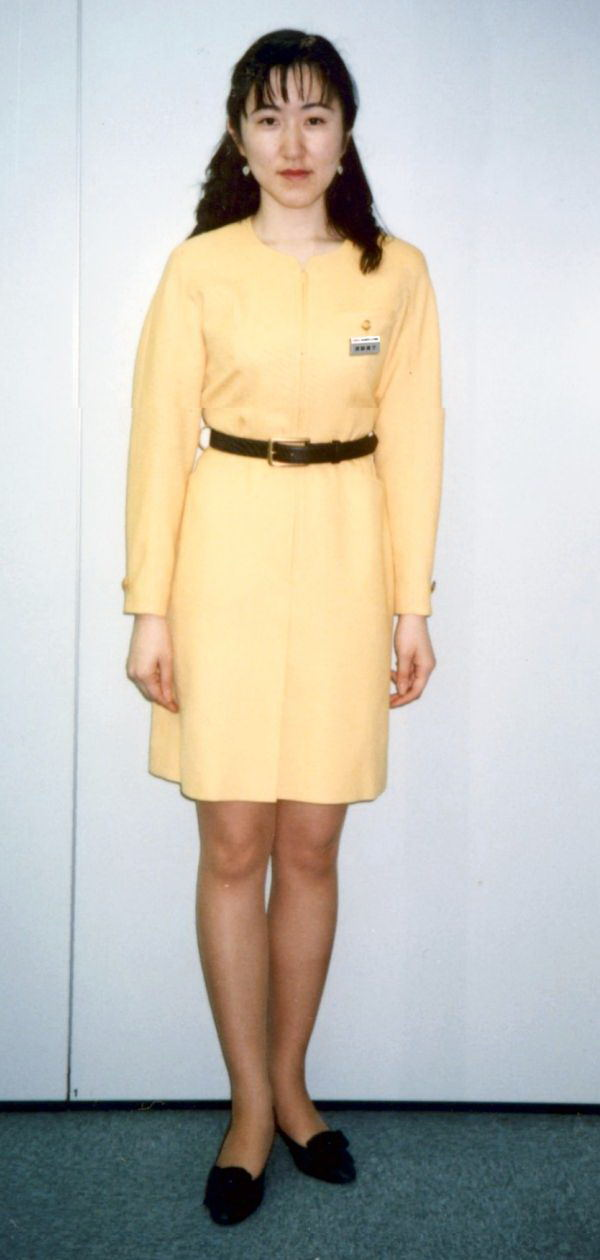
一個站立的女性

站立是一種人體姿勢，此姿勢會使身體保持直立，用腳支撐身體重量。處於此姿勢的人雖然看似靜止，但重心會以腳踝為重心在矢狀面上微幅來回搖擺，類似倒單擺的運動。
「立正」指的是特別直挺的站立，是軍事訓練時常使用的姿勢（例如阅兵），一些軍事化訓練的組織或是一些工作內容中包括站立的職業（例如模特兒）。「稍息」也是軍事訓練中會使用的姿勢，仍然是站立，但兩腿可以略為分開，不需像立正一樣將兩腿緊靠。模特兒也有類似比較輕鬆的站立姿勢（model at ease），站立時一腳直立，支撐主要的身體重量，另一腳也接觸地面，但略往前或旁邊伸展。
儘管站立並非高難度的危險動作，但站立可能會導致姿位性低血壓，久站也會導致腳痛，罰站則是立基於此的體罰之一。

## 控制
站立的姿勢需要動態的平衡。人在站立時的質心是在腳踝的前面，而且人只用兩隻腳支撐體重，相於四足類，支撐面窄了些。若是靜態站立不設法平衡的話，人會往前倒下。而且在站立時外在環境也會有擾動，例如風，人也會有因為呼吸而產生的內在擾動。站立的姿勢需要調整以及校正，身體中也有許多的機制來進行控制，例如肌肉的彈簧作用（Spring action），或是更高階，來自核心肌肉或是神經系統的控制。人類大約在8至12個月大時開始學會站立。

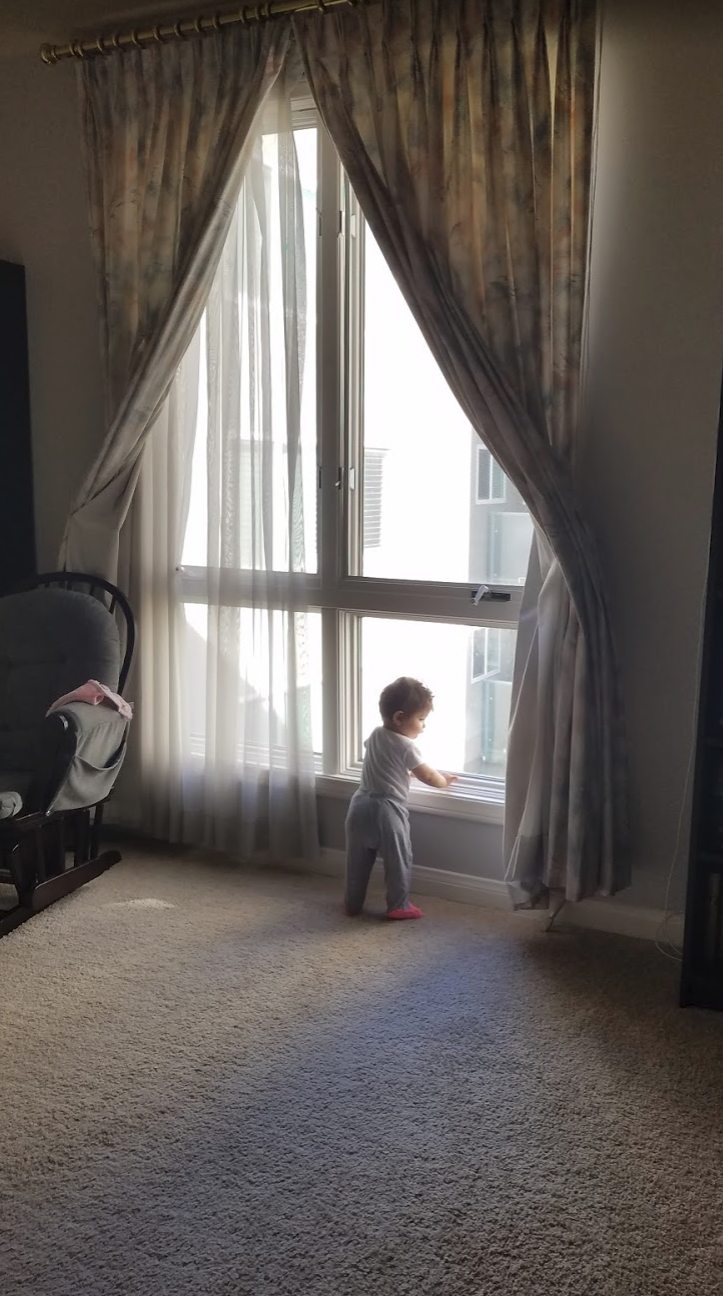
小孩在學站

### 彈簧作用
傳統的觀念會將人在站立時自我調整的情形用肌肉的彈簧作用（spring action）來解釋，這是在中樞神經系統未介入時而有的局部機制。不過近期的研究提出，肌肉的彈簧作用無法使人維持直立不跌倒。而且，人類的擺動太過複雜，無法用彈簧作用來解釋。

### 神經系統
依照目前的理論，人的神經系統持續無意識的監控站立角度和速度。身體的垂直軸會往復的往前和往後的傾斜。當傾斜到了一定程度，神經系統會產生訊號，使身體往反方向傾斜。人的臀部也會輕微的搖擺，後背也會有輕微的收縮或放鬆。
人的站立可以類比為二個人在輪流丟球給對方，球在兩人之間往復運動，維持在空中不會落地。為了要維持站立，肌肉需要出力，出力很小，但非常的關鍵。肌電圖有檢測到在站立時，小腿、臀部和下背部肌肉有輕微的活動。

### 核心肌群
在維持站立的平衡上，核心肌群扮演重要的角色。核心肌群是靠近脊柱的深層肌肉層，提供結構性的支撐。橫向腹肌是環繞脊柱的肌肉，類似束腹的作用。多裂肌是節間肌肉。核心肌肉的功能障礙會以背痛的症狀呈現。

## 單擺模型的擴展
有些研究者已將以腳踝為中心的倒單擺模型改為包括髖部和腳踝在內的倒複擺模型，不過這些模型都只能近似而已。有關站立擺動的分析指出其運動模式和倒單擺或倒複擺都有許多的變異。而且，站立時所有的關節都會運動，不只是髖部和腳踝而已。
以往會將這些變異歸因於随机效應。最近的研究則指出身體的晃動有碎形的結構。碎形模式包括許多以不同大小反覆出現的主題。大小的變動程度和碎形維度有關。一般認為碎形模式可以提供不同程度的控制調整。在一些運動功能障礙的病患身上，其運動的碎形維度會變化。換句話說，身體無法很好的補償身體不平衡的影響。

## 病理學
一般而言站立本身沒有危險性，不過有些病理症狀和此有關。短期站立的症狀包括有姿勢性低血壓，長期站立的症狀有腳酸，腿部僵硬，以及下背痛，也有其他併發症
若站止時無法保持平衡，可能會因此跌倒。

### 姿勢性低血壓
姿勢性低血壓的特徵就是在病患站立時，其血壓會降到特別低的值。
姿勢性低血壓會讓大腦無法有足夠的血流，造成頭暈、頭重腳輕、頭痛、視力模糊或昏暗、暈倒。其原因為是因為重力，讓血液維持在身體較低的部位。
一般而言，身體會設法自我調節，使腦部有足夠的血液。但若有其他因素影響（例如血容量減少、疾病或是藥物），自我調節的效果可能不太夠。
有些治療低血壓的藥物。另外，也有許多有關生活方式的建議。不過其中許多都是針對特定型式的低血壓，例如針對脫水的情形，適量的補充水份。

### 姿勢性高凝狀態
長時間的站立會活化凝血級聯反應，稱為姿勢性高凝狀態。整體而言，會使得跨毛細血管靜壓（transcapillary hydrostatic pressure）增加。因此，大約會有12%體積的血浆進入血管外隔室。這些血漿會使得凝血因子以及其他和凝血有關的蛋白質集中，產生高凝狀態。

### 直立性震顫
直立性震顫的特徵是在站立後，腿和身體會有快速（12–18 Hz）有節奏的肌肉收縮，沒有其他顯著的症狀，若患者坐下或是離開地面時，就不會震顫。

## 好處
一般認為站止有益身體健康，也有認知上的好處。

## 好的站姿
好的站姿，或是脊椎中立位置，是指「健康的脊椎會出現的三段自然彎曲。」，分別是頸彎、胸彎和腰彎。

## 外部連結
- Dizziness-and-balance.com – Description （页面存档备份，存于）
- apta.org – The Secret of Good Posture （页面存档备份，存于）